# Краса (село)
Краса — село в Икрянинском районе Астраханской области России, входит в состав Житнинского сельсовета.

## География
Село находится у притока р. Старая Волга.
Уличная сеть представлена одним объектом: ул. Кооперативная

## Население
| 2002 | 2010 |
| ---- | ---- |
| 256  | ↘105 |

Национальный и гендерный состав
По данным Всероссийской переписи, в 2010 году численность населения посёлка составляла 105 человек (55 мужчин и 50 женщин). Согласно результатам переписи 2002 года, в национальной структуре населения русские составляли 92 %.

## Инфраструктура
достопримечательности
Памятник С. М. Кирову

## Транспорт
Остановка общественного транспорта «Краса».